# NGC 1346
NGC 1346 è una galassia a spirale situata nella costellazione dell'Eridano, a una distanza di circa 188 milioni di anni luce dalla nostra Via Lattea.

## Scoperta
La galassia è stata scoperta il 15 dicembre 1876 dall'astronomo francese Édouard Stephan.

## Descrizione
NGC 1346 ha una classe di luminosità II e presenta una larga riga a 21 cm dell'idrogeno neutro.
Viene considerata una galassia attiva del tipo Seyfert 1 e inoltre risulta molto luminosa nell'infrarosso.
Nelle immagini riprese nel corso dell'indagine Sloan Digital Sky Survey, NGC 1346 appare molto vicina alla galassia MCG -1-9-41 (indicata anche come PGC 13005). Dato che la distanza di quest'ultima dalla nostra Via Lattea è stimata in 59,27 parsec (corrispondenti a circa 193 milioni di anni luce), le due galassie sono considerate interagenti.